# The Frozen Fountain
The Frozen Fountain is een galerie voor design aan de Prinsengracht in Amsterdam.

## Geschiedenis
The Frozen Fountain is opgericht door Dick Dankers en Cok de Rooy in 1992 als expositieruimte, conceptstore en platform voor ontwerptalent. De galerie is gevestigd aan de Prinsengracht en heeft een oppervlakte ruimte met een 625 vierkante meter.
Eerder, in 1985, was Dick Dankers een gelijknamige meubelwinkel begonnen in de Utrechtsestraat, waar hij vintage en art-deco meubelen verkocht. Tien jaar eerder, rond 1975, was hij samen met vrienden een gelijksoortige winkel begonnen, genaamd De Vredespijp, in de Eerste van der Helststraat in Amsterdam. De mede-oprichter Cok de Rooy was begonnen als inkoper van het warenhuis Metz & Co.
Begin jaren negentig vond een nieuwe generatie interieurontwerpers en kunstenaars bij de galerie een eerste podium, waaronder Jurgen Bey, Piet Hein Eek, Ineke Hans, Richard Hutten, Hella Jongerius, Tejo Remy, Henk Stallinga, Studio Job, Marcel Wanders en Milou van Ham.

## Tentoonstellingen, een selectie
- 1992. On Wheels; interieurontwerpen op wielen, met experimentele meubelontwerpen van Jean-Paul Gaultier."[9][2]
- 1993. One man 's ceiling is another man 's floor, in samenwerking met galerie Torch met werk van o.a. Henk Tas, Mitsy Groenendijk en Anya Janssen.[10]
- 1994. Duo-expositie Tejo Remy en Viktor & Rolf
- 1994. Duo-expositie Alex d'Electrique en Henk Stallinga.[11][12]
- 1995. Oval: The Frozen Fountain.[13]
- 1997. Plastic meubels van Hugo Timmermans, tapijtencollectie Seascape van Wilma Tichelaar.[14]